# Tutzing
Tutzing là một đô thị trong huyện Starnberg bang Bayern, Đức.

## Địa lý

### Vị trí
Tutzing nằm ở bờ tây của hồ Starnberg.

### Các làng của xã
Xã có 11 làng (trong ngoặc là loại làng):
- Deixlfurt (Gut)
- Diemendorf (Kirchdorf)
- Kampberg (Siedlung)
- Monatshausen (Kirchdorf)
- Neuseeheim (Einöde)
- Obertraubing (Dorf)
- Oberzeismering (Kirchdorf)
- Rößlberg (Einöde)
- Traubing (Pfarrdorf)
- Tutzing (Pfarrdorf)
- Unterzeismering (Kirchdorf)